# Site historique de la Corée du Sud
Les sites historiques de la Corée du Sud sont désignés par l'administration du patrimoine culturel de Corée, qui fait partie du gouvernement sud-coréen. Il s'agit de "lieux et d'installations de grande valeur historique et académique" et comprennent, par exemple, "des sites préhistoriques, des forteresses, des tombes anciennes, des sites de fours, des dolmens, des sites de temples et des tumulus".
Remarque : les structures construites entre la fin du 19e siècle et les années 1940 ne peuvent pas être classées comme "sites historiques", mais peuvent être officiellement classées comme patrimoine culturel du début des temps modernes "si elles ont une grande valeur et sont sur le point d'être détruites ou détériorées".
Les 112 premiers sites historiques ont été désignés en 1963 et, en 2015, 485 éléments du patrimoine culturel avaient été répertoriés dans des sites historiques numérotés jusqu'à 526.

Quelques sites historiques de la Corée du Sud
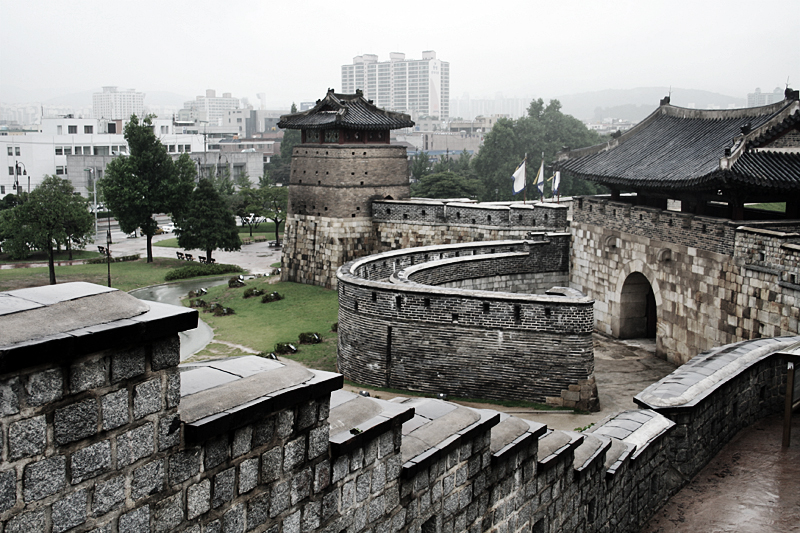
Forteresse de Hwaseong, site n°3
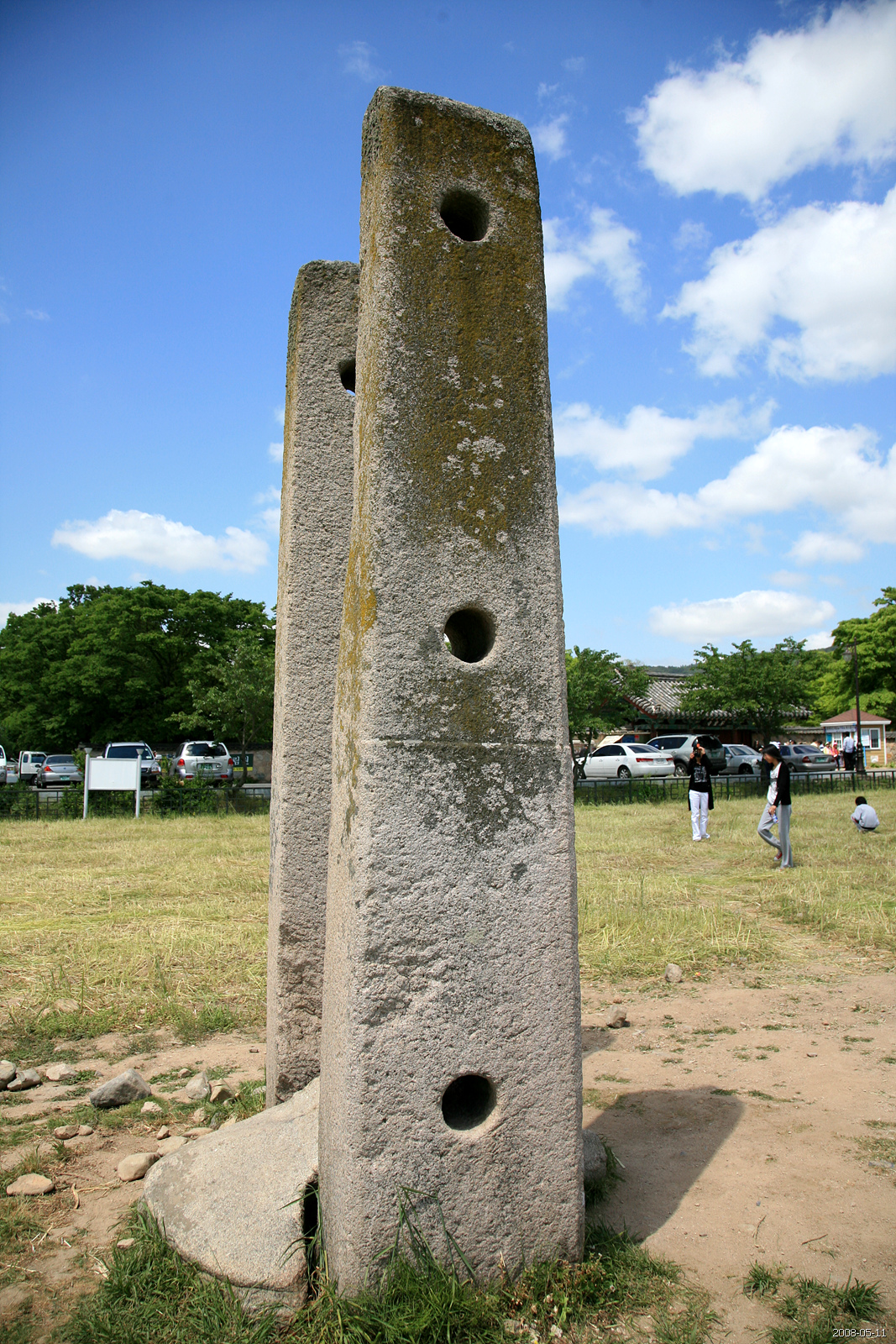
Hwangnyongsa, site n°6
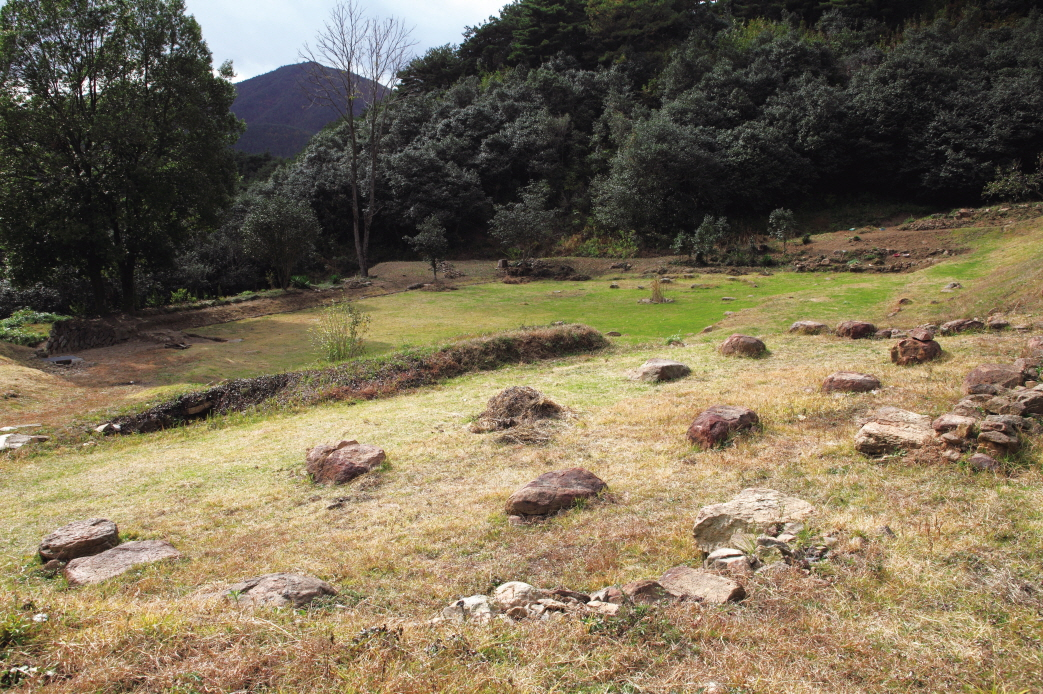
Le Ongnyongsa, site n°407